# بوجانا جوفانوفسكي
بوجانا جوفانوفسكي (بالصربية: Бојана Јовановски) مواليد 31 ديسمبر 1991 في بلغراد، جمهورية صربيا الاشتراكية، جمهورية يوغوسلافيا الاشتراكية الاتحادية، هي لاعبة كرة مضرب صربية بدأت مسيرتها كمحترفة سنة 2007 وتحتل حالياً المرتبة رقم. 86 (8 فبراير 2016) في تصنيف رابطة محترفات كرة المضرب. أعلى تصنيف لها في الفردي كان المركز الـ 32 في سنة 2014.

## الخط الزمني للفردي
مفتاح
| ف | ن | ن.ن | ر.ن | د# | د.م | ل | أ.أ | ت | غ | ب | ف | ذ | م.خ | ل.ت |

(ف) فاز بالبطولة (ن) وصل النهائي (ن.ن) نصف النهائي (ر.ن) ربع النهائي (د#) الأدوار الأربعة الأولى (د.م) دور المجموعات (ل) شارك في كأس ديفيز (أ.أ) خرج من الأدوار الاولى (ت) خسر التصفيات التأهيلية (غ) غاب عن الحدث أو البطولة (ب) حصل على ميدالية برونزية (ف) حصل على ميدالية فضية (ذ) حصل على ميدالية ذهبية (م.خ) بطولة الماسترز خُفضت إلى مرتبة أقل (ل.ت) البطولة لم تعقد في السنة المعينة.
لتجنب الارتباك وازدواجية الحساب، يتم تحديث هذه المعلومات إما في نهاية البطولة، أو عندما تكون مشاركة اللاعب في البطولة قد انتهت.
| الدورة                        | 2009 | 2010 | 2011 | 2012 | 2013 | 2014 | 2015 | 2016 | ف-خ   |
| ----------------------------- | ---- | ---- | ---- | ---- | ---- | ---- | ---- | ---- | ----- |
| بطولة أستراليا المفتوحة للتنس | غ    | ت3   | د2   | د1   | د4   | د2   | د1   | د1   | 5–6   |
| دورة رولان غاروس الدولية      | غ    | ت2   | د1   | د1   | د3   | د1   | د2   |      | 3–4   |
| بطولة ويمبلدون                | غ    | د2   | د1   | د2   | د2   | د3   | د1   |      | 5–6   |
| أمريكا المفتوحة               | ت3   | د1   | د1   | د2   | د2   | د1   | د2   |      | 3–6   |
| فوز-خسارة                     | 0–0  | 1–2  | 1–4  | 2–4  | 7–4  | 3–4  | 2–4  | 0–1  | 16–23 |

## روابط خارجية
- بوجانا جوفانوفسكي على موقع رابطة محترفات التنس (الإنجليزية)
- بوجانا جوفانوفسكي على موقع الاتحاد الدولي لكرة المضرب (الإنجليزية)
- بوجانا جوفانوفسكي على موقع كأس بيلي جين كينغ (الإنجليزية)
- بوجانا جوفانوفسكي على موقع خلاصة التنس.كوم (الإنجليزية)